# Pasztecik

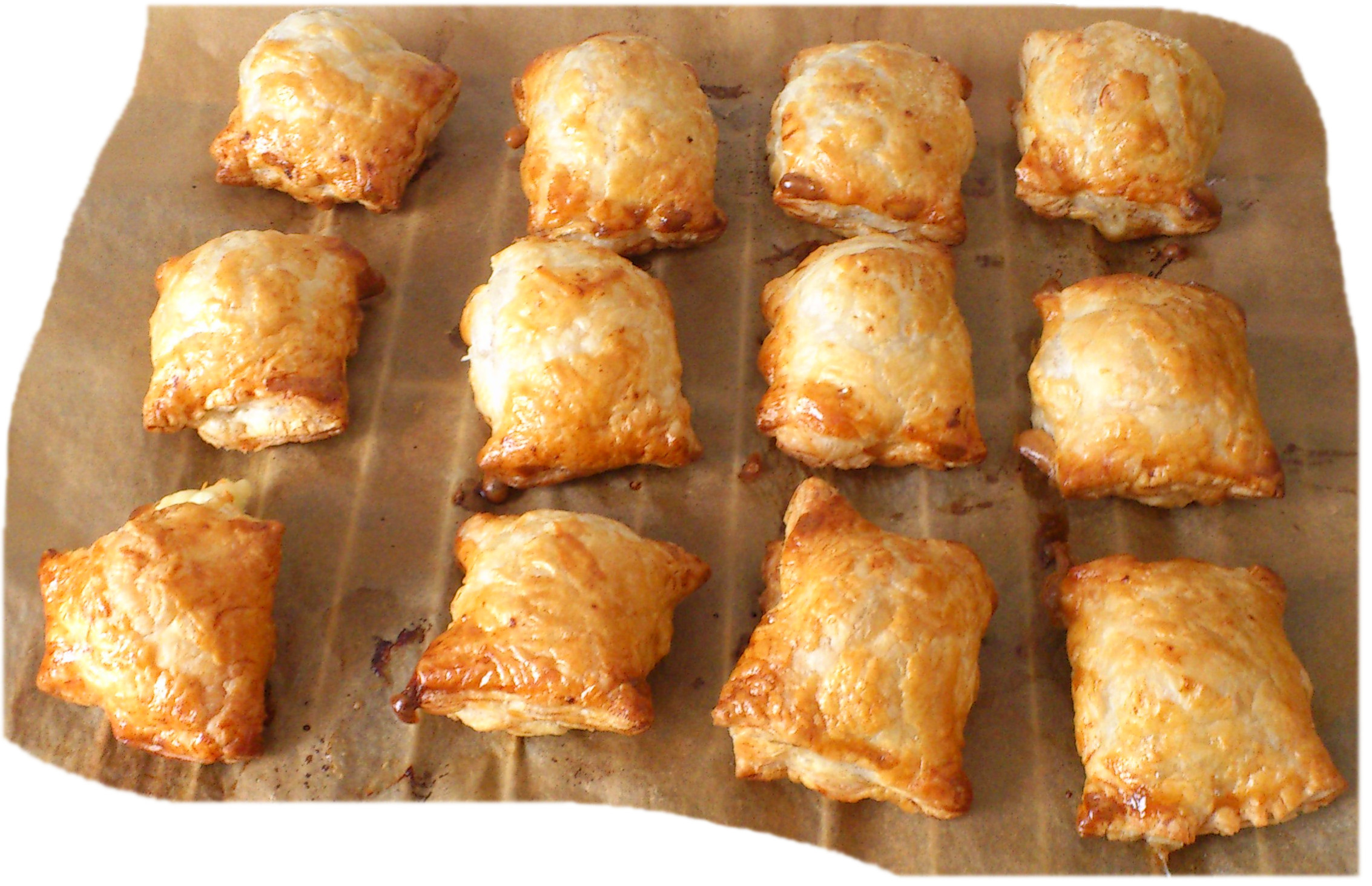
paszteciki z ciasta francuskiego

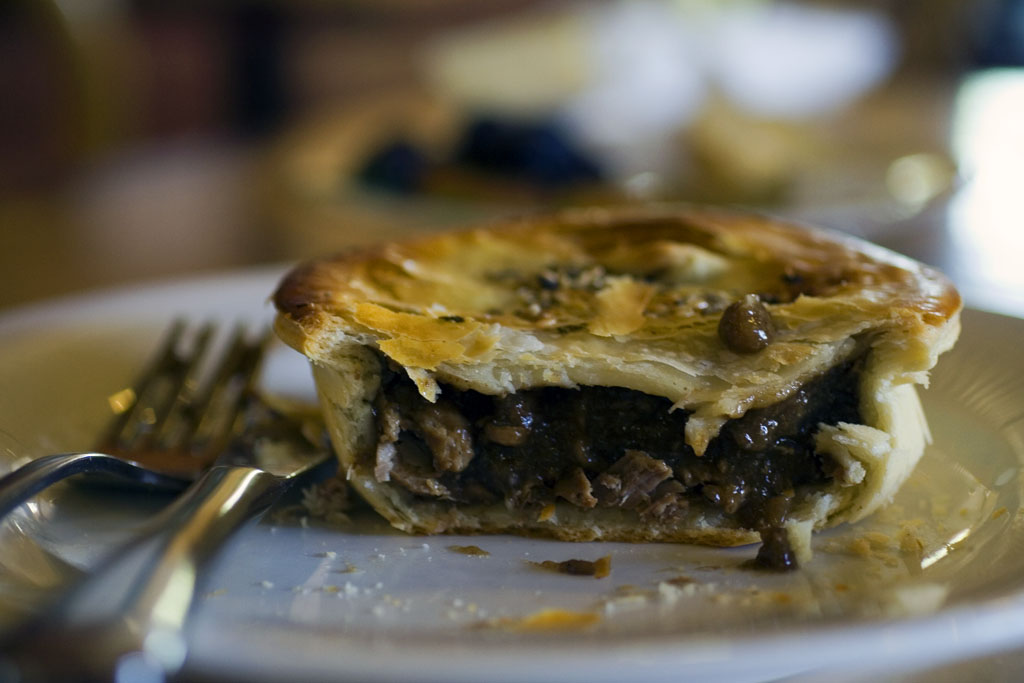
pasztecik z jagnięciną

Pasztecik (pasztet porcjowy) – niewielki wypiek, rodzaj pasztetu w cieście, pierożek nadziany farszem, upieczony lub usmażony. Typowe nadzienie wykonuje się z mięsa, podrobów (mózgu), wędlin, grzybów lub kapust.
Paszteciki przyrządzane z ciasta półfrancuskiego, francuskiego i ptysiowego nadziewa się po upieczeniu w piecu. Paszteciki z ciasta drożdżowego, kruchego (w tym półkruchego) i naleśnikowego nadziewa się przed upieczeniem lub usmażeniem. Do pasztecików z ciasta naleśnikowego zaliczane są krokiety w naleśnikach.
Paszteciki formuje się różnymi metodami, zależnie od konsystencji ciasta i nadzienia. Mogą być „zamknięte” lub „otwarte” – z otworami u góry (np. rastiegaje) lub po bokach. Mogą być uformowane w kształt trójkątów, kopert, rombów, prostokątów, kominków (vol-au-vent) itd..
Paszteciki należą do typowych zakąsek  zimnych i gorących. Podaje się je również jako dodatek do zup, standardowo do czystych (bulionów, rosołów, barszczu czerwonego klarownego itd.).
Przykłady: vol-au-vent (kuchnia francuska), rastiegaj (kuchnia rosyjska), pasztecik szczeciński (kuchnia polska, pasztecik smażony w głębokim tłuszczu).

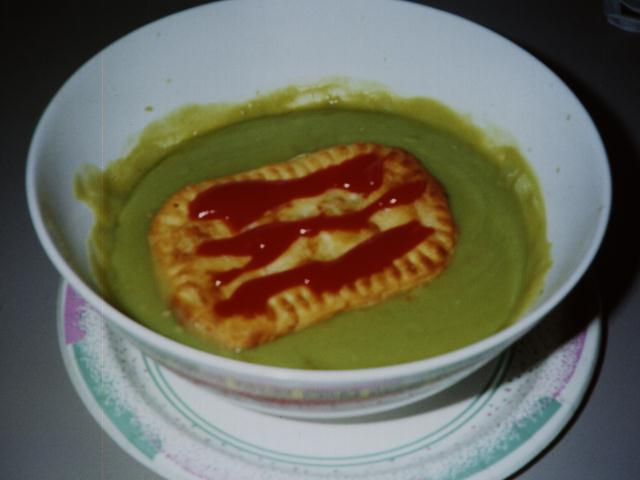
pie floater – mięsny pasztecik podany na zupie krem z zielonego groszku i polany keczupem
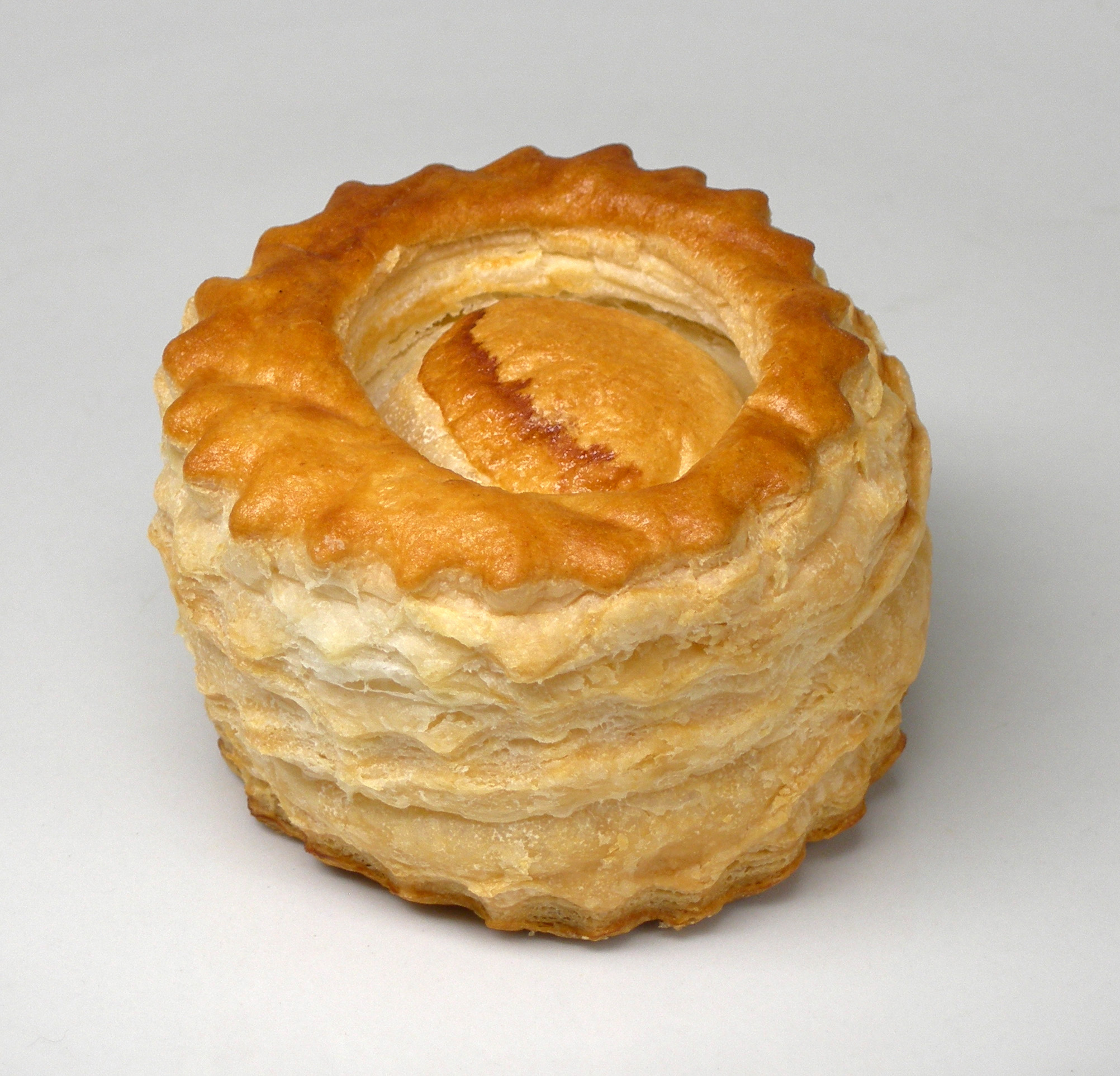
vol-au-vent
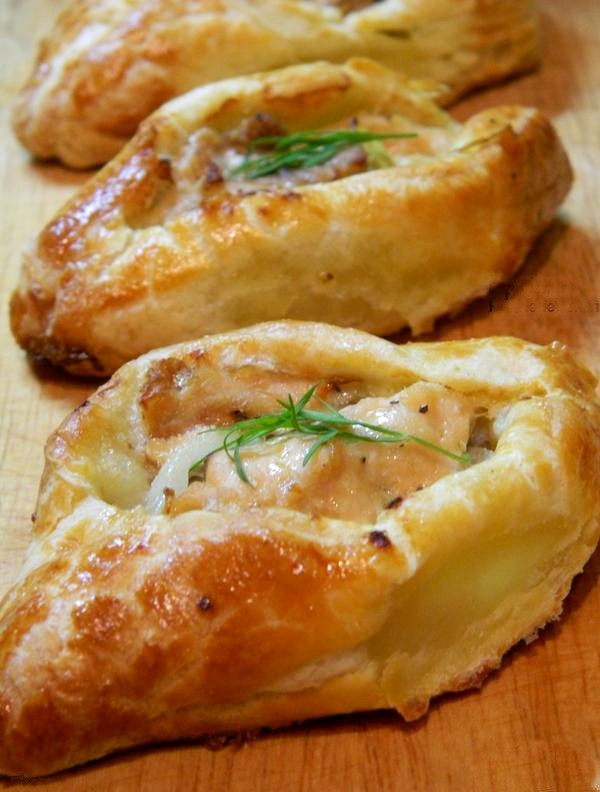
rastiegaje z nadzieniem z łososia
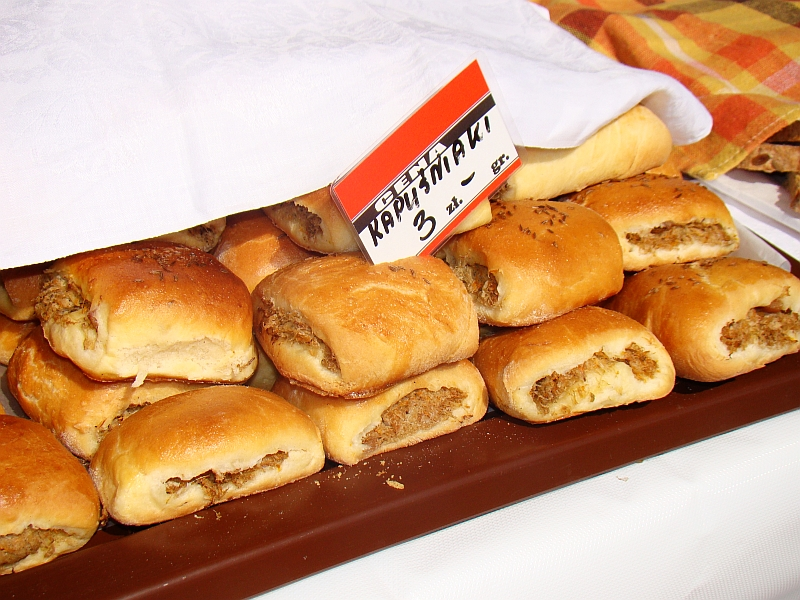
drożdżowe paszteciki z kiszoną kapustą
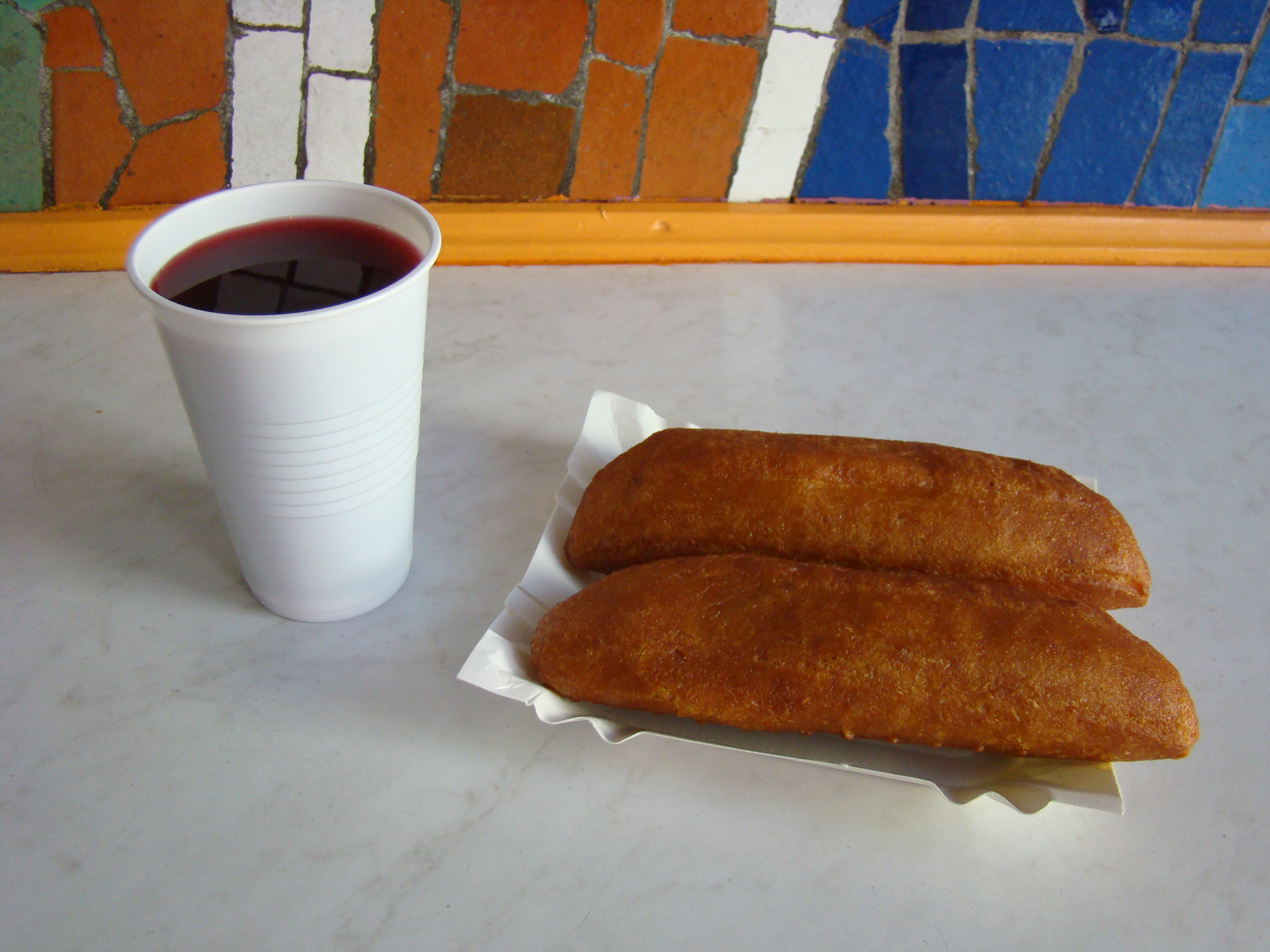
paszteciki szczecińskie podane do czerwonego barszczu jako fast food
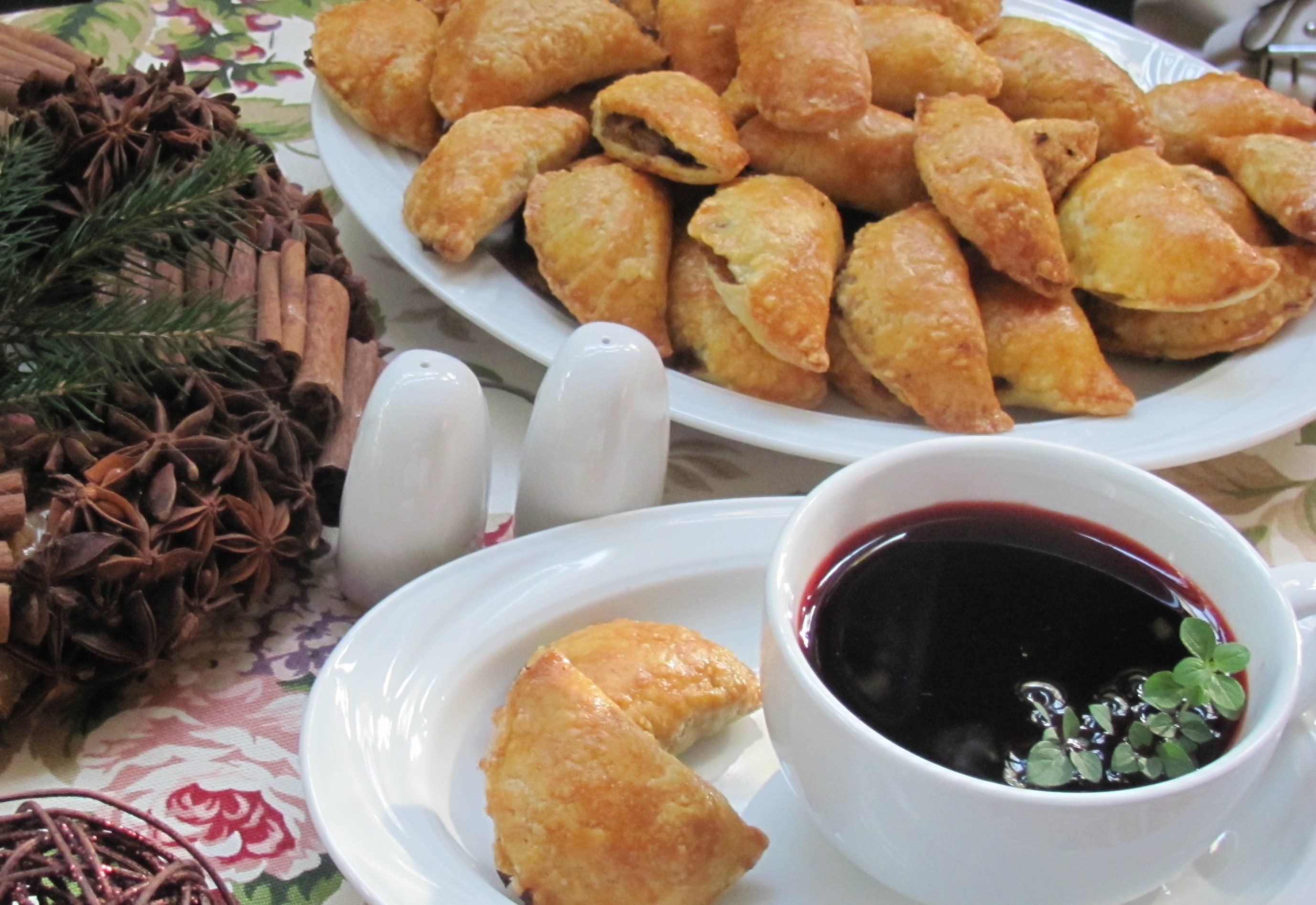
paszteciki podane do czerwonego barszczu
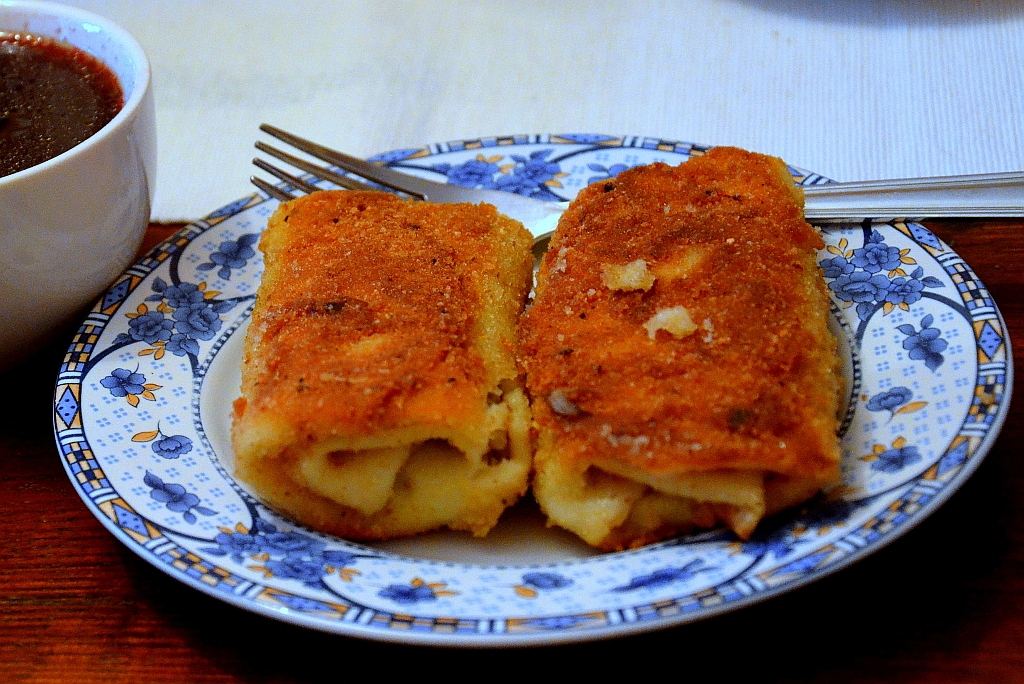
krokiety (podane do czerwonego barszczu)
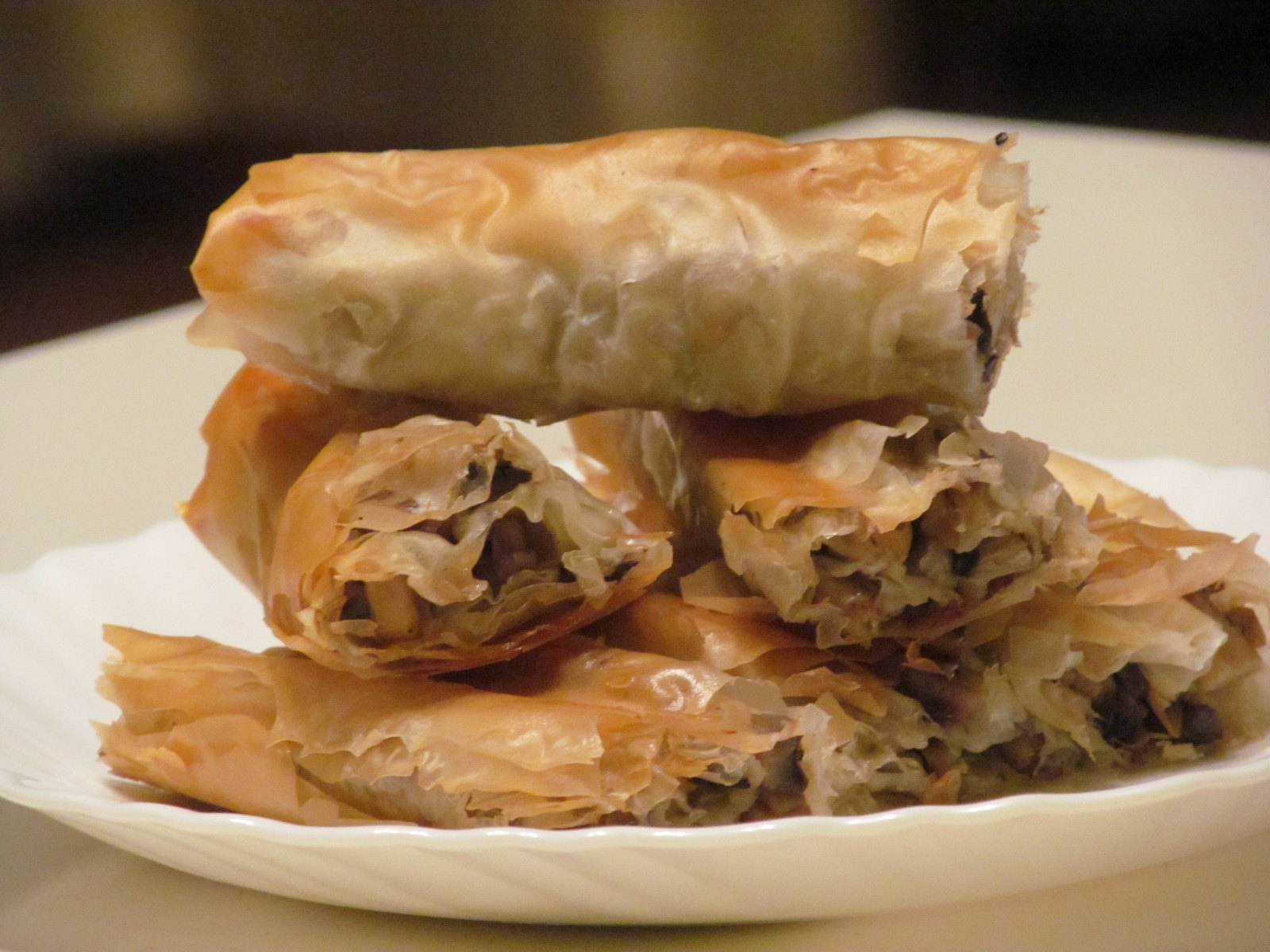
paszteciki z ciasta filo  z nadzieniem z grzybów